# Mitsinjo
Mitsinjo est une commune urbaine malgache, chef-lieu du district de Mitsinjo, située dans la partie nord-ouest de la région de Boeny.

## Géographie
L'aire protégée du Complexe Mahavavy Kinkony se situe près de cette ville.